# Fördraget i Kolsäter
Fördraget i Kolsäter är den fred som slöts på Kolsäters gård i Ehdssokn i Dalsland, nära gränsen till Bohuslän, den 15 februari 1305 mellan Sveriges kung Birger Magnusson och hans två bröder Erik och Valdemar. Resultatet av freden blev, att hertigarna fick underkasta sig kungen och svära trohet till honom, samt lova att inte anfalla honom igen.
I början av 1304 ledde Eriks och Valdemars mål att erövra kungamakten från sin bror Birger till öppet krig och med stöd av den norske kungen Håkan Magnusson Hålägg hade de lyckats erövra Västergötland och Dalsland.
Torkel Knutsson, Birgers starkaste man, hade samtidigt intagit hertigarnas gods. Under tiden hade Birger samlat ihop en väldig här, uppåt 10 000 man. Med den tågade han mot Västergötland. Eftersom hertigarnas styrkor inte kunde mäta sig med Birgers retirerade de mot Norge för att skaffa förstärkningar. Birger hann dock upp dem vid norska gränsen, men någon strid utbröt inte eftersom hertigarnas styrkor var underlägsna Birgers.
Birgers överlägsna här kombinerat med att Norge redan var i krig med Danmark gjorde att hertigarna inte hade något annat val än fredsförhandlingar. De inleddes på Kolsäters gård i Dalsland där förutom Birger, Erik, Valdemar och Torkel Knutsson ett stort antal mäktiga män var närvarande.
Valdemar och Erik erkänner brott, underkastar sig kungens nåd och svär trohet till honom. De lovar även att aldrig utkräva hämnd på Torkel Knutsson och andra som varit Birger trogna.
Överenskommelsen var sannolikt framkallad med nödtvång och inte särskilt ärligt menad från hertigarnas sida.
Norges och Danmarks kungar meddelade även, att de inte skulle ge hertigarna någon fristad i deras länder om de bröt mot avtalet.

Minnestavlor
Det råder viss oenighet om den exakta platsen för var mötet ägde rum. Det finns två minnesstenar över fördraget i Kolsäter.    
Den ena stenen restes år 2005 i anslutning till ett järnåldergravfält vid gården Djupedalen. Koordinater 58°46'17"N 11°48'0.7"E
Den andra stenen restes år 1958 på en kulle nära landsvägen vid framfartsvägen till Djupedalen. Koordinater 58°46'10.2"N 11°48'35.9"E 